# Немцовки
Немцо́вки — денежные знаки, подготовленные к обращению администрацией Нижегородской области в 1992 году после постановления № 176 «О проведении областного займа». По замыслу, они должны были выполнять и роль денежных знаков, и облигаций государственного займа области, о чём свидетельствуют надписи на бонах: «Потребительский казначейский билет и облигация государственного займа Нижегородской области».
Кроме стандартных для временных эмиссий названий вроде «фантики», «билетики» появились и более специализированные: «нижегородки», «борьки», «немцовки» (по имени и фамилии Немцова) «явлинки» (одним из авторов реформы был Явлинский). Постепенно закрепилось название «немцовки», активно использующееся и сейчас коллекционерами. В реальной жизни города Дзержинска Нижегородской области номиналы от 50 до 1000 рублей использовались как «бензиновые» деньги, то есть выдавались в счет зарплаты для покупки бензина, причём действовали они в течение краткого срока — весны 1992 года. Номиналы же в 1000, 5000 и 10 000 рублей использовались как облигации областного займа. Покупка и регистрация их производилась только при наличии паспорта и областной прописки.
Известны также облигации второго (июль 1994 года, номиналы 50 000, 200 000, 1 000 000 и 2 000 000 рублей) и третьего (октябрь 1994 года, номиналы 75 000, 150 000 и 750 000 руб.) областных займов (т. н. «немцовки-2» и «немцовки-3»).